# Либергал, Григорий Александрович
Григо́рий Алекса́ндрович Либерга́л (род. 21 мая 1947, Москва) — вице-президент Гильдии неигрового кино и телевидения, президент Клуба неигрового кино, продюсер, ведущий, классик синхронного перевода.

## Биография
Родился 21 мая 1947 года в Москве.
Окончил отделение истории искусства исторического факультета МГУ имени Ломоносова.
С 1966 года работал в научной группе кинотеатра Госфильмофонда СССР «Иллюзион». Читал лекции и переводил фильмы, в том числе как синхронист, на фестивальных, конкурсных и специальных показах.
С 1970 по 1980 год был внештатным сотрудником Всесоюзного Радио. Автор около двухсот выпусков музыкальных программ, в том числе популярной «Запишите на ваши магнитофоны», а также программ о зарубежной музыке и гостях СССР — Джо Дассене, Поле Мориа и других.
С 1990 года — в «Совэкспортфильме». Участвовал в известных проектах с «Paramount Pictures» и «Fox».
В 1992 году стал программным директором «Интерньюс-Россия», отвечая за проект «Открытые небеса», получившего подзаголовок «Культура для нового тысячелетия». В рамках этого проекта с 1994 по 2003 год было распространено более двух с половиной тысяч лучших российских и зарубежных документальных фильмов в сотни телевизионных сетей и каналов по всей России. Продюсировал более тридцати документальных фильмов, среди которых есть такие известные работы, как «Охота на ангела» Андрея Осипова и «Дзига и его братья» Евгения Цымбала.
С 1997 года является вице-президентом Гильдии неигрового кино и телевидения, а также президентом Клуба неигрового кино. С 2006 года — куратор программы документальных фильмов «Свободная мысль» в рамках Московского международного кинофестиваля, в 2010—2015 годах — руководитель ток-шоу «Смотрим… Обсуждаем…» («Культура») на данную тематику.
Сотрудничал с ОРТ / «Первым каналом» в качестве закадрового переводчика: с 1996 по 2018 год комментировал телевизионные версии церемоний вручения «Оскара», а 29 апреля 2011 года — церемонию бракосочетания принца Уильяма и Кейт Миддлтон.